# Малый Заб
Ма́лый Заб или Ни́жний Заб (араб. الزاب الصغير‎, Эз-Заб-эс-Сагир; перс.  زاب کوچک‎, Забе-Кучек) — река в Иране и Ираке, левый приток реки Тигр. Длина реки составляет 456 км, площадь бассейна — 19 400 км². Образуется при слиянии рек Аважеру и Чомме-Бендинабад.
Берёт начало на восточных склонах Курдистанского хребта. В верховьях река имеет горное течение, ниже протекает сначала по холмистой, затем по равнинной местности.
Режим реки: весенние паводки, летняя межень. Воды реки активно используются для орошения. У иракского населённого пункта Докан в ущелье создан гидроузел (гидроэлектростанция мощностью 400 МВт, водохранилище ёмкостью до 6,8 млрд м³ воды).